# Macrohymenium mitratum
Macrohymenium mitratum là một loài Rêu trong họ Sematophyllaceae. Loài này được (Dozy & Molk.) Broth. mô tả khoa học đầu tiên năm 1908.